# José Refugio Esparza
José Refugio Esparza Reyes (Viudas de Oriente, hoy Villa Juárez, Aguascalientes, 23 de agosto de 1921-12 de noviembre de 2015) fue un profesor y político mexicano, miembro del Partido Revolucionario Institucional (PRI), gobernador de Aguascalientes de 1974 a 1980. Fue maestro normalista y dirigente del Sindicato Nacional de Trabajadores de la Educación (SNTE) en la 3ª Sección correspondiente a Aguascalientes. Fue diputado al Congreso del Estado de Aguascalientes y diputado federal, presidente estatal del PRI y oficial mayor del Departamento de Asuntos Agrarios y Colonización.